# Nitisak Anulun
Nitisak Anulun (thailändisch นิติศักดิ์ อนุลุน; * 11. Februar 2003) ist ein thailändischer Fußballspieler.

## Karriere
Nitisak Anulun erlernte das Fußballspielen in der Jugendmannschaft von Muangthong United. Hier unterschrieb er am 1. Januar 2022 auch seinen ersten Profivertrag. Der Verein aus Pak Kret, einem nördlichen Vorort der Hauptstadt Bangkok, spielte in der ersten thailändischen Liga, der Thai League. Sein Erstligadebüt gab Nitisak Anulun am 26. Januar 2022 (18. Spieltag) im Auswärtsspiel gegen Ratchaburi Mitr Phol. Hier  wurde er in der 79. Minute für Korawich Tasa eingewechselt. Muangthong gewann das Spiel durch ein Tor des Esten Henri Anier in der 57. Minute mit 1:0. Im August 2024 wechselte er auf Leihbasis zum Drittligisten Assumption United FC. Mit dem Verein aus Bangkok spielt er in der Western Region der Liga.